# John Austin (filosofo)
John Austin (Creeting Mill, 3 marzo 1790 – Weybridge, 1º dicembre 1859) è stato un giurista e filosofo britannico.
Austin fu militare in Sicilia e a Malta prima di dedicarsi allo studio del diritto e divenire professore di giurisprudenza nell'Università di Londra dal 1826 al 1832.
Le sue opere, come The Province of Jurisprudence Determined ("La delimitazione del campo della giurisprudenza") del 1832 e le postume Lectures on Jurisprudence, pubblicate nel 1861, esercitarono una profonda influenza nella concezione del diritto in Inghilterra.

## Il positivismo giuridico
John Austin è noto per la sua teoria (imperativismo) del positivismo giuridico, con la quale intese tenere distinte morale e legge positiva.
Austin fu influenzato dall'utilitarismo dall'amico e maestro Jeremy Bentham ma il proprio principio di utilità mira a stabilire regole generali; definì legge positiva il comando che induce il dovere dell'ubbidienza sotto la minaccia della sanzione. In tal modo la legge è essenzialmente definita come potere di controllo; la legge comune (common law) è invece una legislazione indiretta che il parlamento, titolare della legislazione diretta, delega al giudice.

## Eredità
Austin influenzò grandemente i pensatori del XX secolo, soprattutto i fondatori della "dottrina pura del diritto", Hans Kelsen e Herbert Hart che ribadirono la separazione fra legge e morale e che negarono che il positivismo sia stato responsabile degli orrori del Nazismo.